# Dmitri Ilovaiski
Dmitri Ivánovich Ilovaiski (en ruso: Дмитрий Иванович Иловайский; 1832-1920) fue un historiador ruso anti-normanista que escribió varios libros de texto de historia estándar. 
Ilovaiski se graduó en la Universidad de Moscú en 1854, estudiando con Serguéi Soloviov. Llamó la atención por primera vez con su tesis sobre el Principado de Riazán en 1858. Fue herido en el Sitio de Pleven, durante la Guerra Ruso-Turca (1877-1878), en la que participó.
En la década de 1870, Ilovaiski empezó a publicar su descripción de la historia rusa, que fue tachada por algunos estudiosos de simple compilación. En sus escritos tardíos expuso una controvertida hipótesis sobre el Rus de Azov, alegando que estaba centrado en Sarkel y Tmutarakán.
Ilovaiski fue padrastro de Iván Tsvetáyev, el padre de Marina Tsvetáyeva y fundador del Museo Pushkin.